# Cápsula (banda)
En Buenos Aires, Argentina, en 1998, un par de amantes del rock oscuro y psicodélico y punk se unieron para formar Cápsula, una banda con un sonido único que combinaba el garage, el glam y el punk rock. Su nombre, que significa "cápsula" en español, se deriva de la canción de David Bowie "Space Oddity". 
A pesar de no haber lanzado un álbum aún, tocaron en shows en clubes de toda Europa, mostrando sus actuaciones en vivo crudas y energéticas. A medida que continuaron desarrollando su sonido, Cápsula llamó la atención del legendario productor Tony Visconti, conocido por su trabajo con David Bowie y T. Rex. Visconti quedó impresionado con su música y aceptó producir su álbum Solar Secrets en 2013. El álbum fue un éxito crítico, con la revista Rolling Stone describiéndolo como "un paraíso de garage-glam en un plato". El sonido de Cápsula fue elogiado como "una compresión dinámica de The Who, The Cramps y Sonic Youth en una marea alta de psicodelia", por David Fricke. 
La reputación de la banda creció rápidamente y se hizo conocida por sus intensas actuaciones en vivo y su sonido único. El éxito de Cápsula continuó mientras hacían giras sin descanso por Europa, Estados Unidos y América del Sur, tocando con bandas como Iggy Pop, Os Mutantes y Pearl Jam y desarrollando una base de fans dedicados en el camino. Continuaron empujando los límites de su música, experimentando con nuevos sonidos e influencias. 
Hoy en día, Cápsula es ampliamente considerada como una de las bandas de rock más innovadoras e influyentes de su generación, con una carrera que abarca más de dos décadas y numerosas actuaciones y grabaciones en vivo. Su música ha sido elogiada por críticos y fans por igual, y su influencia se puede escuchar en el trabajo de otros artistas.

## Historia

### 1997-2006: Sudamérica, Bilbao, carretera ySongs & Circuits
Cápsula lanzó de manera independiente su primer álbum, Sublime, en 1999, seguido de Yudoka en 2000, que mostró su mezcla única de géneros de rock alternativo, lo-fi, experimental y psicodélico. Después de mudarse a Bilbao, Cápsula continuó experimentando con su proceso de composición, empleando el automatismo surrealista y técnicas de "cut-up" para su álbum homónimo Capsula, que fue lanzado en 2002. El álbum fue publicado y distribuido por el sello discográfico independiente DDT diskak de Bilbao y se caracterizó por su sonido de rock alternativo, experimental, lo-fi y psicodélico. Para promocionar el álbum, la banda tocó en íntimas presentaciones acústicas en bibliotecas y programas de radio a partir de 2003.
En 2005, Cápsula comenzó a grabar su álbum Songs & Circuits, que finalmente fue publicado por el sello Discos Liliput con sede en Madrid. El álbum insinuaba la sensación de estar en presencia de un grupo verdaderamente genial, uno que hace hincapié en la actitud, un estilo de vida, una pasión por su música más allá de las tendencias, y una devoción por hacer su trabajo bien con la urgencia de aquellos que quieren vivir rápido y explorar todos los rincones antes de que sea demasiado tarde. Este álbum presentó una mezcla de garage rock, pop rock, indie rock, psicodélico y glam, y fue distribuido en todo el mundo por el sello Northern Star Records. Fue descrito como "garage rock para el siglo XXI". Cápsula emprendió una extensa gira en apoyo del álbum, tocando 110 shows en Estados Unidos, Canadá, Europa y Sudamérica, y recibiendo críticas entusiastas por sus electrizantes actuaciones en vivo.
Las influencias musicales de Cápsula, incluyendo a The Velvet Underground, The Stooges, el primer David Bowie y Television, convierten sus aclamadas presentaciones en vivo en verdaderas explosiones de sudor y adrenalina. El set en vivo de Cápsula no se limita a la música, sino que incluye visuales y una exhibición tecnológica que los convierte en un caso único de garage rock futurista, con la influencia del rock underground sudamericano que convierte a Cápsula en un grupo verdaderamente excepcional.
Desde entonces, Cápsula ha recorrido extensamente tres continentes, incluyendo cinco giras por Reino Unido, Francia, Alemania (donde su brillante participación en el festival Popkomm 08 los dio a conocer y llevó a que fueran invitados a formar parte del sello BCore), Irlanda, Países Bajos, Bélgica, Portugal, Sudamérica y una gira por Estados Unidos (incluyendo una celebrada actuación en el festival SXSW en Texas).

### BCore Disc, SXSW, 2007-2011
Después de su álbum debut Songs & Circuits (Liliput, 07), Cápsula firmó con el sello discográfico independiente de Barcelona, BCore Disc, en octubre de 2008 y lanzó su álbum Rising Mountains en abril de 2009. El álbum confirmó lo que su debut había insinuado, y David Fricke de Rolling Stone los elogió como una de las mejores sorpresas del festival South by Southwest (SXSW) de 2009. La banda realizó una extensa gira en apoyo del álbum, tocando en 54 shows en Europa, Estados Unidos y Sudamérica.
El set en vivo de Cápsula no se limita solo a la música, sino que también incluye visuales y una pantalla tecnológica, lo que los convierte en un caso único de garage rock futurista. Incluso colaboraron con la leyenda del rock de Nueva York Ivan Julian (Richard Hell & The Voidoids) para grabar un nuevo álbum titulado The Naked Flame, lanzado en España por Bloody Hotsak en julio de 2009.
En 2011, Cápsula lanzó In The Land of Silver Souls, producido por John Agnello. El álbum fue promocionado con una gira en los Estados Unidos, tocando en 39 shows, incluyendo los KEXP Concerts en el Mural en el anfiteatro de Seattle y el City Arts Festival. La banda también hizo una gira por Sudamérica, tocando en Colombia, Argentina, Chile y Uruguay. El álbum volvió a ser elegido Mejor Disco del Año para la revista especializada de rock de Barcelona, Ruta 66, según los votos de los redactores y lectores de la revista. 
El 30 de mayo de 2012, Little Steven incluyó la canción "Wild Fascination" del disco In The Land Of Silver Souls en el programa Little Steven's Underground Garage, en un especial dedicado a los momentos más psicodélicos del Rock 'n' Roll.
La reputación de Cápsula como grupo que pone énfasis en la actitud, un modo de vida, una pasión por su música más allá de las tendencias, y una devoción por hacer bien su trabajo con la urgencia de aquellos que quieren vivir rápido y explorar todos los rincones antes de que sea demasiado tarde, quedó afianzada.

### 2012-2018, Bowie, Visconti, Psicodelia, Pearl Jam, Ciencia ficción y Surrealismo
En 2012, Cápsula regresó al estudio para grabar una reinterpretación personal del clásico álbum de David Bowie The Rise and Fall of Ziggy Stardust and the Spiders from Mars con la colaboración del productor John Agnello en el estudio Watermusic de Hobokin, Nueva Jersey. El disco fue publicado por el sello Gaztelupeko Hotsak el 5 de diciembre de 2012, contando con las colaboraciones de los músicos Matt Verta-Ray, Ivan Julian, We are Scientists y el grupo Audience. El proceso de grabación del álbum fue documentado en una película llamada Dreaming of Ziggy Stardust, que se presentó en la Sección Oficial del Festival de Cine Documental de Música en San Sebastián, Dock of the Bay. El álbum fue descrito como "más que una simple curiosidad, un enfoque contemporáneo del álbum. Un poco más lo-fi, garage. Un poco más sucio. Igual de rockero".
En 2013, Cápsula graba un nuevo álbum titulado Solar Secrets, producido por el legendario productor Tony Visconti, quien acababa de terminar el poderoso álbum de regreso de David Bowie The Next Day. El álbum se inspiró originalmente en el pintor argentino Xul Solar e incluyó las canciones "Constellation Freedom", "Seven Crimes" y "Trails of Senselessness". El álbum recibió excelentes críticas, con la revista Rolling Stone y el Chicago Tribune estrenando la canción "Blind". Los críticos describieron el álbum como "el cielo del garage-glam en bandeja" y "una compresión dinámica de The Who, The Cramps y Sonic Youth en una marea alta de psicodelia".
Cápsula ofreció 53 conciertos en Estados Unidos, haciendo giras con la influyente banda brasileña de rock psicodélico Os Mutantes, y 57 conciertos en Europa. Tocaron en el Austin Psych Fest 2013, donde The Austin Chronicle describió su espectáculo como "una fabulosa serpiente dorada, retorciéndose en un gran escenario mientras toca garage rock sísmico". Cápsula también abrió para la banda de punk de Los Ángeles X en diciembre de 2013, con la cantante, artista y poeta Exene Cervenka expresando su admiración por la banda.
Cápsula apareció en varios festivales de música, incluyendo SXSW de 2008 a 2012, el Festival de Jazz de San Sebastián en 2013, el Festival Día De La Música en Madrid en 2013, Nox Orae en Vevey, Suiza en 2013, el Festival Sonorama en Burgos en 2013, el Festival DCode en Madrid en 2012, el Primavera Sound en Barcelona en 2011, el Bilbao BBK Live en 2010, el Festival Low Cost en Benidorm en 2011, el Festival Nrmal en Monterrey, México en 2010, Decibelle (anteriormente Estrojam) en Chicago en 2010 y el Incubate (anteriormente ZXZW) en Tilburg, Países Bajos en 2008. En noviembre de 2015, abrieron para Pearl Jam en Argentina en el Estadio Único de La Plata.
En 2016, Cápsula grabó Santa Rosa, un álbum fuertemente influenciado por el surrealismo, The Cramps, Dead Kennedys y la ciencia ficción. La banda tocó 110 shows en 220 días en 93 ciudades mientras promocionaban el álbum. El disco fue masterizado en Argentina por Eduardo Bergallo y publicado por el sello vasco Gaztelupeko Hotsak en España, y por el sello independiente de la ciudad de Burdeos Vicious Circle en Francia.

### 2019: La era de Bestiarium: Bestias y Cadáver Exquisito con algoritmos
En 2018, Cápsula comenzó a escribir un nuevo álbum titulado Bestiarium, inspirado en los antiguos bestiarios y en la película de 1962 de Jean Cocteau, en la que pregunta si los humanos en el año 2000 se han convertido en robots. El álbum Bestiarium es la respuesta personal de Cápsula a esa curiosa y precisa pregunta. Cada canción de Bestiarium presenta una criatura única que es una combinación de características humanas, animales y divinas. Cápsula imagina a estas criaturas como representantes de los cíborgs del futuro, explorando temas de identidad y transformación en un mundo en rápida evolución. 
El álbum fue creado utilizando una combinación de técnicas surrealistas de corta y pega con algoritmos, lo que permitió a la banda experimentar con nuevos sonidos y superar los límites de su música. Para escribir las letras del disco, se utilizaron algoritmos para generar oraciones e ideas visuales, utilizando las plataformas digitales como si se tratara de un juego de ajedrez o tarot. Bestiarium se lanzó en 2019 a través de Vicious Circle y recibió aclamación de la crítica por su enfoque innovador de la música rock. 
Las canciones del álbum fueron grabadas en Silver Recordings y tienen un espíritu noir. Los primeros singles son "Sirens's Lips", "Cry With You" y una versión de la banda The Lords of The New Church, "Russian Roulette". 
El álbum se publicó el 22 de marzo de 2019. La revista barcelonesa Ruta 66 describe Bestiarium como 'Un oscuro paraíso retrofuturista y punk' y la publicación musical MondoSonoro como un 'artefacto diabólico y excitante' con una calificación de 8/10.

### 2021: ¡Phantasmaville, ciudades vacías, Ciudad Fantasma!
Phantasmaville, lanzado en 2021 y publicado por el sello discográfico Silver Recordings de Cápsula, presenta una combinación única de sonidos psicodélicos, post-punk y latinos, con ritmos pulsantes y riffs de guitarra crudos y enérgicos. La banda acompañó el lanzamiento de Phantasmaville con una gira de 54 conciertos por España, Francia, Chile, Uruguay, Argentina y Estados Unidos.
En 2021, el álbum Phantasmaville de Cápsula fue votado como el segundo mejor álbum nacional por la revista de rock n roll Ruta 66. También fue incluido en la lista de los cinco mejores para noviembre de 2021 por la emisora de radio KEXP.
Según el periodista de rock Ignacio Julià, "En Phantasmaville mantienen y amplifican su vocación psycho-glam-rocker, ajena a las tendencias y sabores que dominan la música popular del nuevo milenio." - Ignacio Julià (Ruta 66).

### 2024: La dimensión cósmica dePrimitivo Astral
En 2024, Cápsula lanzó Primitivo Astral, un álbum que celebra el 25.º aniversario de la banda y que los consolida como uno de los actos más vibrantes e innovadores del rock actual. Grabado, mezclado y masterizado en su estudio propio, Silver Recordings en Bilbao, y con una portada diseñada por el artista Jaime Zuverza, el disco explora una narrativa que combina elementos primigenios y astrales, transportando al oyente a un universo de riffs monumentales, paisajes sonoros cósmicos y letras cargadas de misticismo y visceralidad. 

### Riffs astrales, lo fantástico y telepatía
El título Primitivo Astral captura la fusión de lo terrenal y lo cósmico, uniendo raíces de heavy psych, post-punk y stoner rock con una visión futurista. Según Martín Guevara, "Primitivo Astral es un viaje en el que los riffs son siempre la base de todo lo que hacemos; son la piedra angular de nuestra música".  Añade que "Primitivo Astral es un viaje a lo fantástico, un viaje interior en formato de historieta cósmica, con pocas palabras que pasan de un idioma a otro como si fuesen seres de pequeños planetas observando y sintetizando".
Coni Duchess describe el álbum como "un cruce entre lo antiguo y lo que se siente como ciencia ficción, un equilibrio constante entre lo familiar y lo desconocido". También menciona que "el contexto es lo irreal, lo intangible, la posibilidad de comprender lo que nos rodea desde lo fantástico". La banda destaca que "la música siempre ha sido nuestra forma de explorar, pero también es un reflejo de nuestra realidad transformada".
Las canciones fueron compuestas y grabadas con una libertad creativa plena gracias al control total sobre el estudio, lo que permitió experimentar con texturas sonoras y dinámicas innovadoras. Según Martín, "hemos aprendido a juntar material visual, fantasía y memoria en la carretera, es parte de nuestra dinámica". Coni añade: "Este disco tiene una energía directa, cruda y una fuerza especial".
Previo al lanzamiento del álbum, la banda sorprendió con un anuncio enigmático en sus redes sociales: Martín Guevara interpretó en código morse, con sonidos y acoples de su guitarra eléctrica, el mensaje que revelaba la fecha de salida de Primitivo Astral, programado para el 11 de octubre de 2024:
.--. .-. .. -- .. - .. ...- --- .- ... - .-. .- .-.. .---- .---- --- -.-. - ..- -... .-. . ..--- ----- ..--- ....-.

### Recepción y elogios
El álbum fue recibido con entusiasmo tanto por la crítica como por el público. Rock & Folk (Francia), en palabras de Jérôme Soligny, lo describió como "un rock sin equivalente en la actualidad", otorgándole cuatro estrellas y destacando canciones como "Rayo Oscuro" y "La Luz Azul" por su energía desbordante. Clash Magazine (Reino Unido) lo calificó como "un viaje psicodélico que mezcla influencias de los años 60 y 70" y elogió su capacidad para fusionar sonidos post-punk con atmósferas cósmicas.
KEXP (Seattle, EE. UU.) estrenó el sencillo "Spelling Love" en The Midday Show, destacándolo como su debut global. Además, Turbo 3 (Radio 3, España) incluyó "Automatical Soul" entre las mejores canciones del año, mientras que El Sótano (Radio 3, España) destacó "(In the Garden of) Narcissus" como una de las composiciones más memorables de 2024.
Ruta 66 (España) elogió su capacidad para combinar influencias del rock de los 70 con una perspectiva contemporánea y retrofuturista. El medio describió el álbum como "una gozada de principio a fin, donde convergen punk, glam, stoner, psicodelia y un rock'n'roll contundente". Durante un concierto en Barcelona, mencionaron que "el espíritu de la psicodelia más pesada sobrevoló la sala con "Arrow", con Martín punteando como un auténtico poseso".
Louder Than War (Reino Unido) lo describió como "impulsivo, hipnótico y vibrante". RockZone señaló que el álbum es "una exhibición de fuerza constante, con canciones que trascienden géneros y dejan una impresión duradera" y destacó que "la voz de Coni se muestra exquisita y muy certera en los arrebatos más psicodélicos". Big Takeover también resaltó que el álbum "fusiona todo lo mejor del rock psicodélico y post-punk en una obra atemporal",
Según Rock & Folk, la banda ha integrado referencias culturales y estéticas como el surrealismo de Jean Cocteau y las atmósferas inquietantes de David Lynch, elementos que intensifican la narrativa de sus interpretaciones musicales.

### Exploradores de lo intangible: Primitivo Astral en directo
La gira de presentación de Primitivo Astral llevó a Cápsula a destacados escenarios y festivales de España, Francia y Suiza, donde la banda desplegó toda su energía en directo, Actualmente, el grupo continúa de gira durante 2024 y 2025, presentando el álbum en nuevas ciudades y escenarios internacionales.
El disco ha sido destacado en numerosas listas como uno de los mejores trabajos de 2024, consolidando aún más el legado de Capsula.Como concluye RockZone, "Capsula, más de veinte años al pie del cañón, un buen número de trabajos de referencia y Primitivo Astral, un último álbum absolutamente delicioso y de escucha obligada. Maravilloso".

## Discografía

### Álbumes de estudio
| Fecha de lanzamiento | Título                                                                    | Discográfica                                            |
| -------------------- | ------------------------------------------------------------------------- | ------------------------------------------------------- |
| 1999                 | Sublime                                                                   | La Nena Records, Hotsak                                 |
| 2000                 | Yudoka                                                                    | La Nena Records, Hotsak                                 |
| 2002                 | Cápsula                                                                   | DDT, Hotsak                                             |
| 2006                 | Songs & Circuits                                                          | Discos Liliput, Devil In Her Heart                      |
| 2009                 | Rising Mountains                                                          | BCore Disc                                              |
| 2009                 | The Naked Flame                                                           | Bloody Hotsak, 00:02:59 Records                         |
| 2011                 | In The Land Of Silver Souls                                               | BCore Disc, Krian                                       |
| 2012                 | Dreaming Of The Rise And Fall Of Ziggy Stardust And The Spiders From Mars | Hotsak                                                  |
| 2013                 | Solar Secrets                                                             | Krian, Hotsak                                           |
| 2015                 | Dead or Alive                                                             | Krian, Hotsak                                           |
| 2016                 | Santa Rosa                                                                | Hotsak, Vicious Circle, Silver Recordings               |
| 2019                 | Bestiarium                                                                | Hotsak, Dynamo Tapes, Vicious Circle, Silver Recordings |
| 2021                 | Phantasmaville                                                            | Silver Recordings                                       |
| 2024                 | Primitivo Astral                                                          | Silver Recordings                                       |

Álbumes recopilatorios
| Fecha de Lanzamiento | Título                                 | Canción                     | Discográfica       |
| -------------------- | -------------------------------------- | --------------------------- | ------------------ |
| 2005                 | Bands On Tour Compilation              | Voices Underground          | Ría Records        |
| 2006                 | Bendito Pop                            | A Boy Through Airwaves      | Junk Recrods       |
| 2009                 | This Is The New Bcore Sampler For 2009 | Found And Lost              | B-Core Disc        |
| 2010                 | Psychedelica 4                         | Found And Lost              | Northern Star      |
| 2010                 | Bcore Disc Sampler 2010                | In The Land Of Silver Souls | B-Core Disc        |
| 2011                 | Live At... Kexp - Volume Seven         | Magnetic Brain              | KEXP               |
| 2011                 | Bigotes, Bombines y Decibelios Vol. 1  | Hit 'n' Miss                | Señor López Discos |
| 2012                 | Bcore Disc Sampler 2012                | Hit 'n' Miss                | B-Core             |

### Rarezas
- "Último Fragmento" 2000. La Nena Records